# Сини Нил (провинция)
Сини Нил (на арабски: النيل الأزرق; правопис по Американската система BGN an-Nyl al-Azraq, ан-Нил ал-Азрак) е една от 15-те провинции на Судан. Намира се в югоизточната част на страната, а на изток граничи с Етиопия. Името си носи от река Сини Нил, която е един от притоците на река Нил и която протича през провинцията.

## Площ и население
Площта на провинция Сини Нил е 45 844 км2, а населението наброява 1 108 400 души (по проекция от юли 2018 г.).

### Столица
Столицата на провинцията се нарича Ад Дамазин и е най-големият град в Сини Нил.